# Harmen van der Leek
Harmen van der Leek (* 27. Februar 1895 in Amsterdam; † 17. November 1941 in Bloemendaal, Noord-Holland) war ein niederländischer Lehrer, Zeitschrift-Herausgeber und Opfer der Nazidiktatur.

## Leben
Harmen van der Leek war der älteste Sohn einfacher Leute in der Gemeinde Enkhuizen. Seine Eltern waren Gerbrand van der Leek und Trijntje Aaij (auf dem Grabstein Aay). Harmens Vater wurde in Enkhuizen geboren. Seit seiner Geburt lebte Harmen van der Leek in Amsterdam, mit Ausnahme der Zeit von 1901 bis 1916, als er mit seinen Eltern an der Staaleversgracht in Enkhuizen lebte.
Nach der Grundschule verbrachte er einige Jahre im Büro von Zaadhandel Sluis en Groot, wo er seinen späteren Mitherausgeber Hein de Bruin traf. Laut De Bruin hatte Van der Leek die typische Enkhuizer-Steifheit: wenig spontan, aber sehr zuverlässig. Später studierte Van der Leek MO-Deutsch; er wurde Lehrer in Hilversum und dann in Amsterdam.
Er war im Jahre 1923 einer der Begründer des literarischen Magazins „Opwaardensche Wegen“ (Aufwärtsstraßen) und betreute es bis zum Ende im Jahre 1940.
Harmen heiratete im Jahre 1931 in Amsterdam Elisabeth Boom (1906 bis 1956), die Tochter von Anthonius Jacobus Boom und Frederika Cornelia Munting.
Am 17. November 1941 wurde er von Deutschen hingerichtet, weil er sich daran beteiligt hatte, einen im Zweiten Weltkrieg abgestürzten britischen Piloten zu retten.

## Werke
- Allein oder mit anderen: Buchrezensionen, = Aufwärtsstraßen Band 1–17
- Das Manko von Harmen van der Leek (Tastensperre), 1923–1924
- Stiller Aufstieg von H.v.d.Leek, = Aufwärtsstraßen Band 8, 1930–1931